# Valentí Massana
Valentí Massana Gràcia (* 5. července 1970 Viladecans) je bývalý španělský atlet, mistr světa v chůzi na 20 km z roku 1993.

## Sportovní kariéra
Jako junior získal tři medaile v chůzi na 10 kilometrů na světovém šampionátu – v letech 1987 a 1988 stříbrnou, v roce 1989 zlatou. Na mistrovství světa v Tokiu v roce 1991 došel na trati 20 kilometrů chůze do cíle pátý, na olympiádě v Barceloně o rok později byl na této trati diskvalifikován. Svého největšího úspěchu dosáhl na světovém šampionátu v roce 1993 ve Stuttgartu, kde zvítězil v závodě chodců na 20 kilometrů. Na mistrovství Evropy v následujícím roce získal v této disciplíně bronzovou medaili. Také na mistrovství světa v roce 1995 byl úspěšný – neobhájil sice titul mistra světa, ale z Gőteborgu si dovezl domů stříbrnou medaili. Medaili, tentokrát bronzovou, vybojoval v závodě na 50 kilometrů chůze na olympiádě v Atlantě v roce 1996, na kratší chodecké trati došel do cíle dvacátý. Na světových a evropských šampionátech šampionátech startoval i v následujících letech, na stupně vítězů se už ale neprobojoval.

## Osobní rekordy
- 20 kilometrů chůze – 1:19:25
- 50 kilometrů chůze – 3:38:43